# Physalaemus olfersii
Physalaemus olfersii е вид жаба от семейство Leiuperidae. Видът не е застрашен от изчезване.

## Разпространение
Разпространен е в Бразилия (Еспирито Санто, Парана, Рио де Жанейро, Санта Катарина и Сао Пауло).